# Satomi Satō
Pour les articles homonymes, voir Sato.
Satomi Satō (佐藤 聡美, Satō Satomi), née le 8 mai 1986 à Sendai dans la préfecture de Miyagi, est une seiyū japonaise.

## Rôles

### Animation
- Assassination Classroom : Yukiko Kanzaki
- Asu no Yoichi! (High School Samurai) : Yuzu
- Bishoujo Senshi Sailor Moon Crystal (Sailor Moon Crystal) : Naru Osaka
- Demon Slayer : Tanjiro Kamado (enfant)
- Fairy Tail : Wendy Marvell
- Free! : : Nagisa Hazuki
- Fruits Basket (2019) : Saki Hanajima
- Golden Time : Nana
- Hatsukoi Limited : Yuu Enomoto
- Hyôka  : Eru Chitanda
- Jigoku Shōjo Mitsuganae : Yuzuki Mikage
- K-ON! : Ritsu Tainaka
- Negima! : Colette Fallendole
- Ore no Imoto ga Konna ni Kawaii Wake ga Nai : Manami Tamura
- Seitokai Yakuindomo : Shichijou Aria
- Sket Dance : Takahashi Chiaki
- Strike the Blood : Kuraki Shirona
- To aru Kagaku no Railgun  : Banri Edasaki

### Jeux vidéo
- Elsword : Ara Haan
- Fire Emblem Engage : Corrin
- Fire Emblem Fates : Corrin (femme), Kana (femme)
- Fire Emblem Heroes : Corrin (femme), Kana (femme), Naga
- Fire Emblem Warriors : Corrin (femme)
- Genshin Impact : Escoffier
- Phantasy Star Online 2 : Matoi
- Pokémon Masters EX : Percila
- Rune Factory 4 : Amber (Kohaku)
- Tales of Berseria : Magilou
- Tales of the World: Radiant Mythology 2 : Descender
- Tales of the World: Radiant Mythology 3 : Razalis
- Genshin Impact: Escoffier